# Người mẫu ảnh

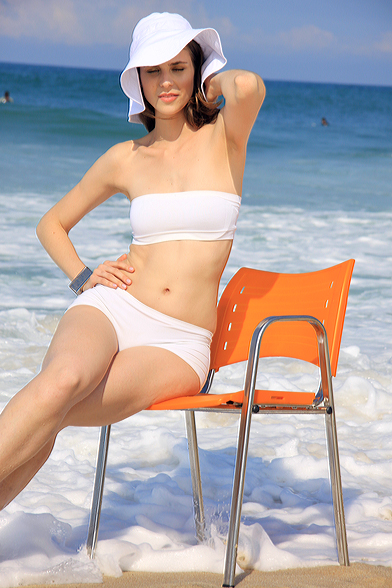
Một người mẫu ảnh đang tác nghiệp ở bãi biển Rio de Janeiro của Brasil

Người mẫu ảnh là một dạng người mẫu chủ yếu trình diễn ở thể loại nhiếp ảnh , người mẫu được miêu tả trong các bức ảnh. Các người mẫu được ăn mặc lộng lẫy, độc đáo , phù hợp với concept chụp. Nhiếp ảnh gia sẽ chụp những bức ảnh sao cho người mẫu lên hình đẹp và phù hợp với concept nhất có thể.
Những bức ảnh được chụp nhằm mục đích sử dụng trong thương mại, bao gồm cả sản xuất hàng loạt lịch, tạp chí,  và đôi khi những bức ảnh được dự định cho sử dụng cá nhân và cá nhân. Nhiếp ảnh gia sử dụng một sự kết hợp của mỹ phẩm, ánh sáng và và các kỹ thuật để tạo nên những hình ảnh đẹp của người mẫu. Một số người mẫu ảnh nổi tiếng như: Pamela Anderson, Jordan, Jodie Marsh, Lucy Pinder, Louise Glover.